# Mathias Lindholm
Mathias Lindholm, född 1974, är en svensk radio- och tv-programledare och producent född i Åtvidaberg. Idag sänder han programmet Radiofredag.se som beskrivs som ett underhållningsprogram.  
I det egna bolaget Mediatornet AB producerar Mathias Lindholm infotainment åt större företag och organisationer.
Flera svenska artister och band har valt att göra comeback i Radiofredag, exempelvis Noice som i september 2020 släppte sin nya singel ”Gustavsberg” i programmet.  
I december 2020 premiärspelade Kenneth & The Knutters spåret ”Däckad, golvad och lycklig” i programmet. Därefter fortsatta Kenneth & Knutters att premisärspela samtliga låtar från det kommande albumet "Däckad, Golvad och Lycklig" i programmet.
Plura & Carla från Eldkvarn valde att göra sin första spelning på Café Brodway i Norrköping i samband med en livesändning tillsammans med Radiofredag
Mathias Lindholm fick också den första och enda intervjun med tidigare chefen för Palmegruppen, Hans Ölvebro. Intervjun, som fick stort genomslag i såväl Sverige som Europa och USA,  sändes efter ordinarie sändning av Radiofredag.se
Tidigare var Mathias Lindholm en mycket populär programledare vid P4 Östergötland.
2018 blev han utsedd till ”Årets Östgötaambassadör” av Visit Östergötland.
År 2019 försökte Mathias Lindholm gå till sin arbetsplats i Norrköping, en direktsändning som slutade med att bössan "Hjälpa Mathias Lindholm komma i form", blev den bössa som samlade in mest pengar till Radiohjälpen i hela Sverige. 
2011 producerade han radiodokumentären Indianmannen i SR P4. Den 22 december 2013 sänds hans andra dokumentär, "När pappa försvann". 
Han har arbetat som programledare i "Re:agera" i SVT Östnytt, programchef på Kanal Lokal Östergötland samt som programledare i Sveriges Radio P4. Mathias Lindholm var även humorleverantör till Melodifestivalen 2005 på sverigesradio.se. Lindholm ligger också bakom konstverket Östgötaträdet i Gamla Linköping tillsammans med motorsågskonstnären Stefan Karlsson. 
Mathias Lindholm låg bakom "lutfiskskandalen" i Gnesta där han avslöjade besparingar mot de äldre, samtidigt som kommunanställda ökade sina kostnader vid det egna julbordet.
I P4 Östergötland producerade och sände Mathias Lindholm det populära satirprogrammet "Äntligen Fredag" tillsammans med Andreas Tosting.
Mathias Lindholm blev även uppmärksammad efter en intervju med kung Carl XVI Gustaf 2014 där kungen svarade med irritation mot Lindholm.
År 2005 var Mathias Lindholm programledare för debattprogrammet Re:agera som sändes i SVT 2 klockan 20:00.